# أوغوستا شولتز
أوغوستا شولتز (بالإنجليزية: Augusta Schultz)‏ كانت لاعبة كرة مضرب أمريكية. كما أنها إحدى بطلات الجراند سلام.

## النهائيات

### الفردي
الوصافة (1)
| السنة | البطولة           | المنافس   | النتيجة  |
| 1893  | البطولة الأمريكية | ألين تيري | 1–6, 3–6 |

### الزوجي
الوصافة (1)
| السنة | البطولة           | الشريك  | المنافس              | النتيجة  |
| 1893  | البطولة الأمريكية | إم ستون | ألين تيري هاريت بتلر | 4–6, 3–6 |

### الزوجي المختلط
اللقب (1)
| السنة | البطولة           | الشريك        | المنافس                   | النتيجة  |
| 1905  | البطولة الأمريكية | كلارنس هوبارت | إليزابيث مور إدوارد دورست | 6–2, 6–4 |